# Néstor Araujo
Néstor Alejandro Araújo Razo, dit Néstor Araújo (né le 29 août 1991 à Guadalajara), est un footballeur international mexicain, qui joue en tant que défenseur central au Club América.
Surnommé Torquel, il inscrit son premier but en sélection lors de la Copa América 2011 contre le Chili.

## Biographie

### En club
Il a fait ses débuts avec Enrique Meza au Cruz Azul dans le Tournoi d'ouverture 2010.
Il a été transféré au Santos Laguna en 2013.

### En équipe nationale

#### Avec les équipes jeunes
Il remporte la Coupe du Monde U-20 avec le Mexique en Colombie 2011.
Il a remporté la médaille d'or aux Jeux olympiques d'été de 2012.
Bien que pas entré en jeu, il faisait partie des champions des 2012 du tournoi de Toulon espoirs.

#### Avec l'équipe A
Araujo dispute sa première compétition internationale lors de la Copa America 2016. Il est ensuite retenu afin de participer à la Coupe des confédérations 2017 organisée en Russie. 
En 2019, il participe à la Gold Cup 2019 qu'il remporte avec le Mexique. Deux ans plus tard, il est de nouveau convoqué pour la Gold Cup 2021 où cette fois-ci les mexicains perdront en finale. 
Le 14 novembre 2022, il est sélectionné par Gerardo Martino pour participer à la Coupe du monde 2022. 

## Palmarès

### En équipe nationale
- Équipe du Mexique des moins de 20 ans
  - Vainqueur du Championnat de la CONCACAF des moins de 20 ans en 2011
    - Troisième de la Coupe du monde des moins de 20 ans en 2011

- Équipe du Mexique olympique
  - Vainqueur des Jeux Panaméricains en 2011
    - Vainqueur du Tournoi de Toulon en 2012
      - Vainqueur du Tournoi masculin de football aux Jeux olympiques d'été de 2012